# Logan Webb
Logan Webb (Rocklin, California, 18 de noviembre de 1996) es un jugador profesional estadounidense de béisbol que se desempeña en la posición de lanzador en San Francisco Giants, equipo de las Grandes Ligas de Béisbol (MLB).

## Carrera
Fue seleccionado en la cuarta ronda en el Draft de la MLB de 2014. En 2019 hizo su debut profesional con el equipo San Francisco Giants, donde lleva jugando seis temporadas.